# Bieniszew-Klasztor
Bieniszew-Klasztor – osada w Polsce położona w województwie wielkopolskim, w powiecie konińskim, w gminie Kazimierz Biskupi.

## Nazwa
Termin Bieniszew, będący wtórną, uproszczoną wersją nazwy Bieniszewo, został utworzony dzięki formantowi -evo, co sugeruje, że była to nazwa dziedziczna, czyli taka, która pochodziła od nazwiska właściciela wsi (dóbr). W tym wypadku pochodzi od nazwy osobowej Bienisz.
Termin na przestrzeni wieków ewoluował. Na pierwsze wzmianki o Bieniszewie można natrafić już w 1382 roku. Wówczas nazwa zapisywana była jako Benschow (por. Kronika wielkopolska, t. 2). Kolejny wpis pojawił się w niemieckim źródle jako Beneschew w 1405 roku. (por. Ludat, Das Lebuser Stiftsregister). W okolicach Kalisza w 1494 r. odnotowano także nazwę Sbyenyschewo (por. Słownik historyczno-geograficzny województwa kaliskiego w średniowieczu). W latach 1511–1523 określenie tej miejscowości miało funkcjonować jako Byenyschewo (por. Łaski, Liber beneficiorum). Kilkadziesiąt lat później, w 1579 roku, ponownie zmieniła się notacja tej miejscowości, gdyż występowała jako Bienissewo (por. Źródła dziejowe. Polska XVI wieku). W następnym stuleciu termin ten po raz kolejny zmienił się na Bieniszewo w 1674 r. (por. Majchrowski, Nazwy miejscowe dawnego województwa kaliskiego). W 1827 roku zapis i wymowa tytułu omawianej miejscowości brzmiała dokładnie tak jak współcześnie – Bieniszew (por. Tabela miast i wsi Królestwa Polskiego), by znów zmienić się kolejno na Biniszew w 1877 r. oraz Bieniszewo i Biniszewo w 1880 r. (por. Słownik geograficzny Królestwa Polskiego). Ostatnio odnotowana nazwa, która nastąpiła w roku 1980, w Wykazie Urzędowych Nazw Miejscowości jest podwójna i zapisana jako Bieniszewo oraz termin używany dzisiaj: Bieniszew.

## Rys historyczny
Według przekazu zachowanego w kronikach zakonnych w wigilię Ofiarowania Najświętszej Maryi Panny 20 listopada 1662 roku siedemnastoletniej Zofii z Bochlewa ukazała się pięknie ubrana Pani, która wskazała jej wzgórze z rosnącą na nim samotną sosną. Oczom dziewczyny ukazał się wówczas nieziemski widok białych mnichów oddających chwałę Bogu. Matka Boża w widzeniu zapowiedziała, że wkrótce w miejscu tym powstanie klasztor, w którym zakonnicy będą poprzez nieustanną modlitwę i kontemplację wypraszać łaski dla wszystkich ludzi. Zofia, wypełniając polecenie otrzymane podczas objawienia, opowiedziała o wszystkim ojcu Antoniemu Krzesikowskiemu, który był kierownikiem duchowym kasztelana Alberta Kadzidłowskiego. Ten pod wpływem niesamowitej opowieści zdecydował się wspomóc finansowo fundację klasztoru na Sowiej Górze, w miejscu wskazanym przez Maryję. Wkrótce z Krakowa przybyli pierwsi mnisi należący do Kongregacji Eremitów Kamedułów Góry Koronnej, którzy zamieszkali gościnnie u ojców bernardynów w Kazimierzu Biskupim, potem zaś w Gosławicach, prowadząc jednocześnie starania związane z budową pierwszych zabudowań klasztornych. Fundacja dokonana przez Kadzidłowskiego została potwierdzona w dokumencie królewskim wystawionym 1 sierpnia 1663 roku.
Początkowo wzniesiono kościół drewniany, którego budowa zakończyła się w 1672 roku. Jednak już 17 października 1666 roku została odprawiona na terenie Eremu pierwsza msza święta przy licznym udziale wiernych. W 1741 roku w klasztorze wybuchł pożar, w wyniku którego spłonęła znaczna część kościoła z głównym ołtarzem oraz cudownym obrazem Matki Bożej Pocieszenia z Dzieciątkiem. Cudowny obraz został zastąpiony nowym wizerunkiem, czczonym również przez okoliczną ludność. Przygotowania do wzniesienia murowanego kościoła pod wezwaniem Narodzenia NMP prowadzono od 1747 roku. Jednak ze względu na bardzo skromne fundusze, znaczące prace budowlane wykonano dopiero w latach 1760-1781. Świątynia została dedykowana 14 maja 1797 roku.
Podczas rozbiorów zakonnicy zostali zmuszeni do opuszczenia pustelni. Kilku zakonników jednak potajemnie pozostało, wbrew nakazowi władz carskich (w 1819 roku formalnie doszło do kasaty klasztoru). W 1805 roku w Bieniszewie i w pobliskim Kazimierzu Biskupim obchodzono 800-lecie śmierci Pięciu Braci Męczenników (według Żywotu św. Piotra Damianiego męczennicy zginęli w 1005 roku). W 1846 roku zmarł w Bieniszewie ostatni mnich o. Karol Pianowski. Majątek klasztorny podlegający administracji carskiej był grabiony i dewastowany. W tym okresie mszę świętą odprawiano tylko kilkanaście razy w roku. Po powstaniu listopadowym w związku z ograniczeniami wprowadzonymi przez Rosjan, Eucharystię sprawowano tylko 8 września w święto Narodzenia NMP, by uczcić Maryję w cudownym obrazie.
1 marca 1863 roku niedaleko zabudowań klasztornych doszło do zwycięskiej bitwy z wojskami carskimi. Powstańcami dowodził wtedy Kazimierz Mielęcki.
W 1880 roku zabudowania pokamedulskie przejął hrabia Karol Mielżyński, chroniąc je tym samym przed ostateczną rozbiórką. Zaś w 1906 roku teren klasztoru stał się własnością hr. Stanisława Mańkowskiego, który po odzyskaniu niepodległości przez Polskę na własny koszt rozpoczął odbudowę zniszczeń i dzięki jego staraniom kameduli powrócili do eremu w 1937 roku.
W 1932 roku w Bieniszewie została rozebrana drewniana kaplica św. Barnaby (XV lub XVII w.), która była jednym z kilku ważnych miejsc w kulcie Pięciu Braci Męczenników. W 2003 roku w 1000 rocznicę śmierci męczenników w Bieniszewie miejscowa ludność postawiła głaz upamiętniający nieistniejącą kapliczkę. 
W czasie II wojny światowej zakonnicy ponownie musieli opuścić klasztor (trzech z nich - o. Cherubin Walenty Kozik, o. Karol Ochoński i o. Alojzy Maciej Poprawa zakończyli swoje życie w niemieckich obozach koncentracyjnych). Wiele lat później, w 2011 roku, zakończył się proces beatyfikacyjny na etapie diecezjalnym o. Alojzego Macieja Poprawy – przeora oraz o. Cherubina Kozika. Erem kamedulski przejęli Niemcy, tworząc w nim ośrodek szkoleniowy dla Hitlerjugend. Okupanci niemieccy zdewastowali prawie cały klasztor, a nawet dopuścili się profanacji szczątków zmarłych zakonników. Po zakończeniu działań wojennych ponownie kilku mnichów przyjechało z eremu krakowskiego, aby reaktywować fundację.

## Kościół
Kościół klasztorny jest obiektem późnobarokowym, trzynawowym o układzie bazylikowym. W archiwalnych dokumentach nie zachowała się informacja o autorze projektu kościoła, architektonicznie związanego z kręgiem artystycznym wybitnego Włocha Jana Catenazziego, który w znaczny sposób wpłynął na architekturę Wielkopolski. Świątynia jest dziełem Czecha Jana Adama Stiera, który współpracował z Catenazzim, oraz Włocha Pompea Ferrariego. Nie udało się natomiast ustalić autora ażurowego, rokokowego ołtarza głównego z obrazem Ofiarowania Najświętszej Maryi Panny.
Do prezbiterium przylegają kaplica św. Krzyża i zakrystia. Polichromia w kaplicy św. Krzyża została wykonana w 1756 roku przez pochodzącego ze Śląska Jana Petri. Możemy tutaj również zobaczyć obraz Sądu Ostatecznego oraz historię św. Huberta i sceny znalezienia św. Krzyża. Na uwagę zasługują także dębowe stalle intarsjowane w 1755 roku, a w zakrystii rokokowa polichromia, przedstawiająca widoki polskich pustelni kamedulskich oraz pochodzące z 1760 roku boazerie i szafy brzostowe. Wnętrze świątyni pokrywają sklepienia żaglowe rozdzielone parami gurtów. W kościele znajdują się relikwie św. Pięciu Braci Męczenników i łaskami słynący obraz Matki Bożej z Dzieciątkiem. Wiele innych zabytkowych elementów wnętrza kościoła zostało zniszczonych podczas okupacji niemieckiej. Przy wyjściu z kościoła znajdują się krypty, w których kończy się ziemska wędrówka zakonników.
Przed fasadą wschodnią i zachodnią kościoła ryzalitowo wysunięte są części środkowe, ujęte w pary pilastrów i zwieńczone szczytami wolutywnymi. Na dwóch wieżach umieszczono w latach 1925 i 1939 hełmy wykonane według starego wzoru. Wejście na teren klasztoru prowadzi przez bramę z pierwszej połowy XVIII wieku, później przebudowanej.

## Informacje dla pielgrzymów
Zespół klasztorny Eremu Pięciu Męczenników, do którego prowadzi tylko polna droga, otoczony jest murem, poza który wstęp mają tylko mężczyźni (z wyjątkiem niedzielnej mszy świętej o 10.30, w której uczestniczyć mogą również kobiety). Kościół jest dostępny dla wszystkich także w niedzielę Zesłania Ducha Świętego oraz 2 lipca i 8 września (odpust). Według tradycji w roku 1662 miała się tu objawić Matka Boska, która nakazała postawienie w tym miejscu kościoła oraz sprowadzenie z Krakowa „białych mnichów”. W kościele znajdują się relikwie św. Pięciu Braci Męczenników.
W promieniu około 1 km od znajdującego się w puszczy klasztoru, położone są jeziora: Mielno, Pustelnik, Skąpe, Wściekłe i Wały. Niedaleko od nich przechodzi zielony szlak turystyczny łączący Konin z Kawnicami, oraz rozpoczyna się czarny szlak wiodący bezpośrednio do pobliskiego Kazimierza Biskupiego.

## Galeria

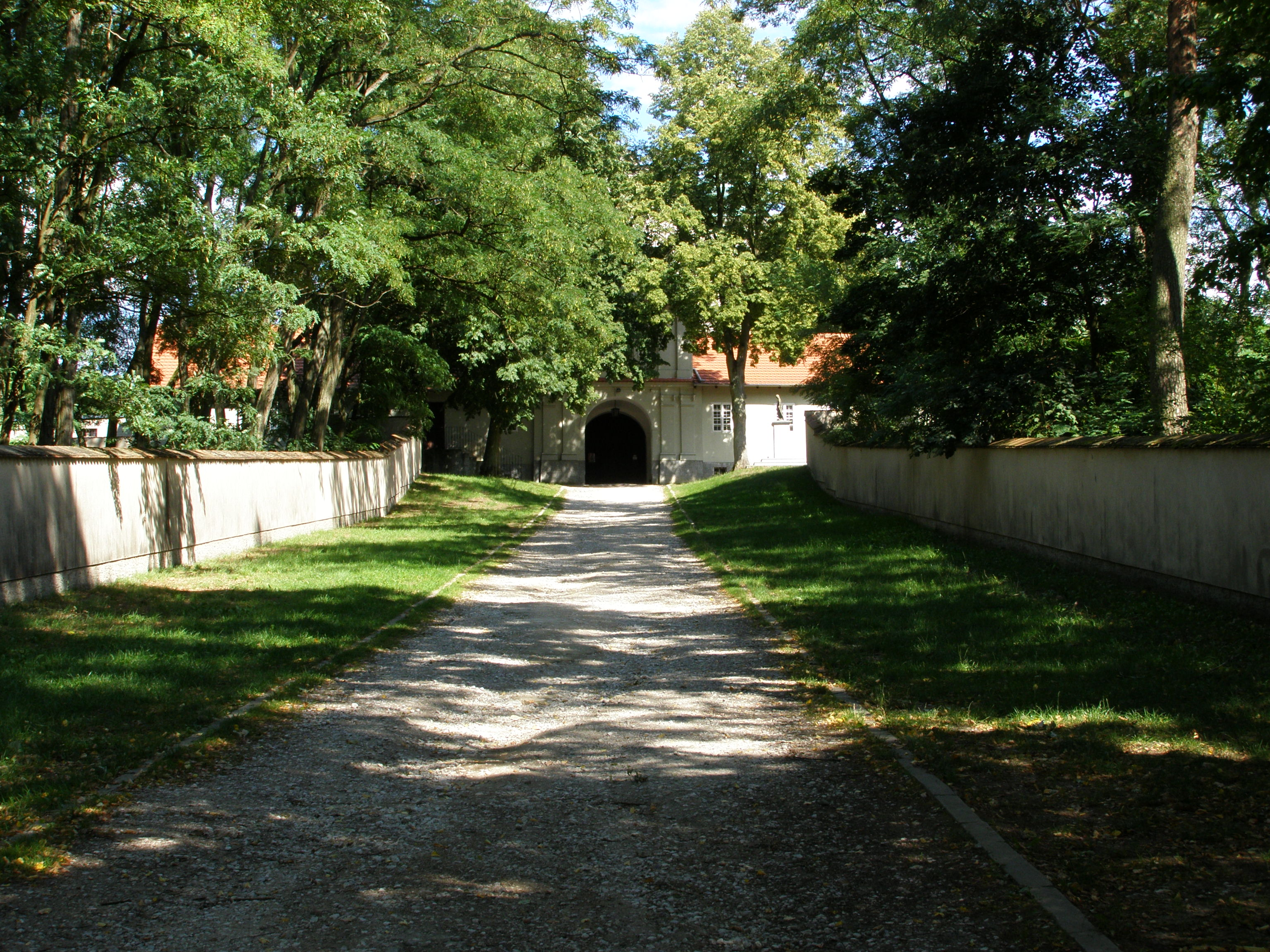
Furta klasztoru
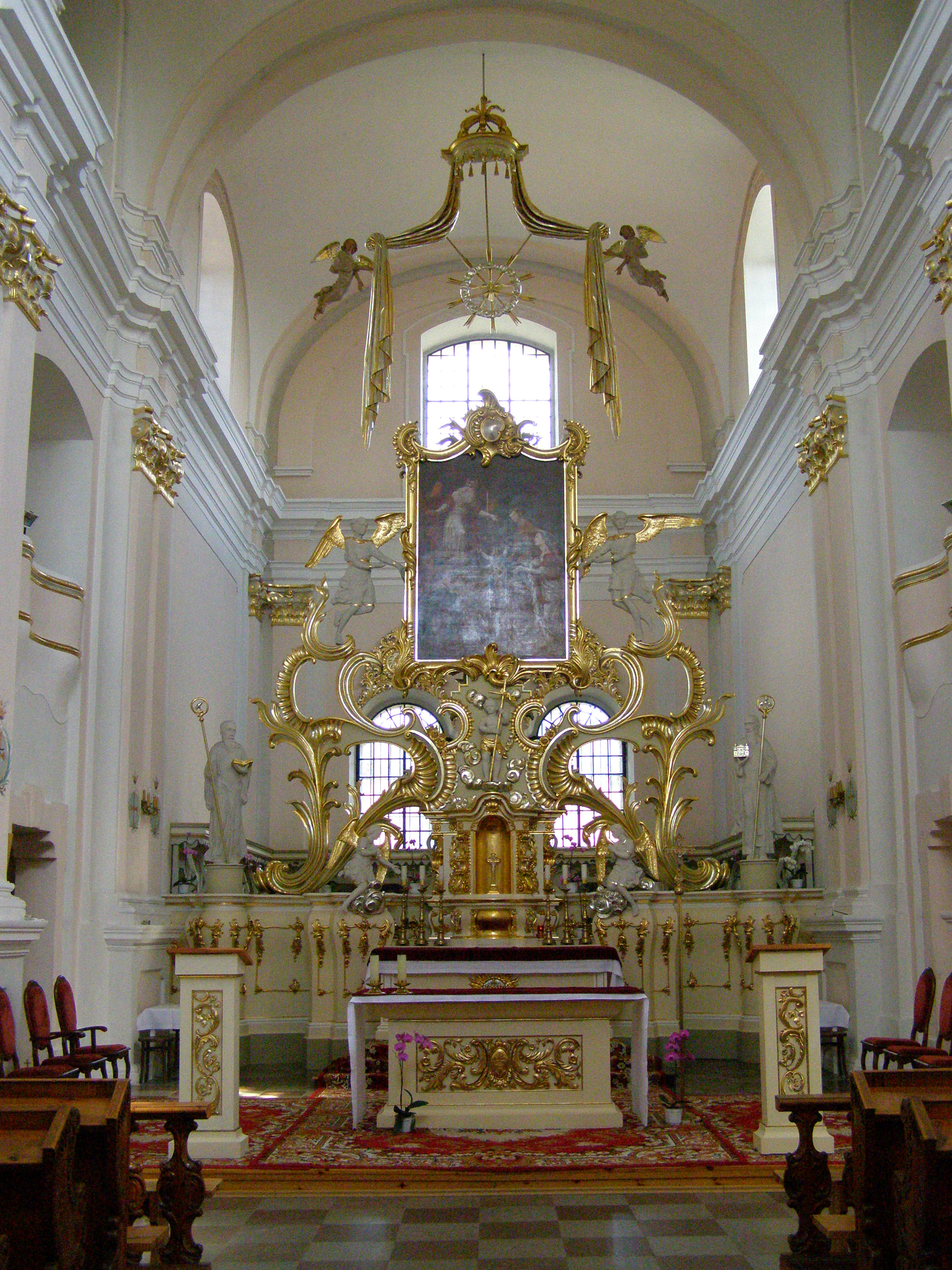
Wnętrze kościoła
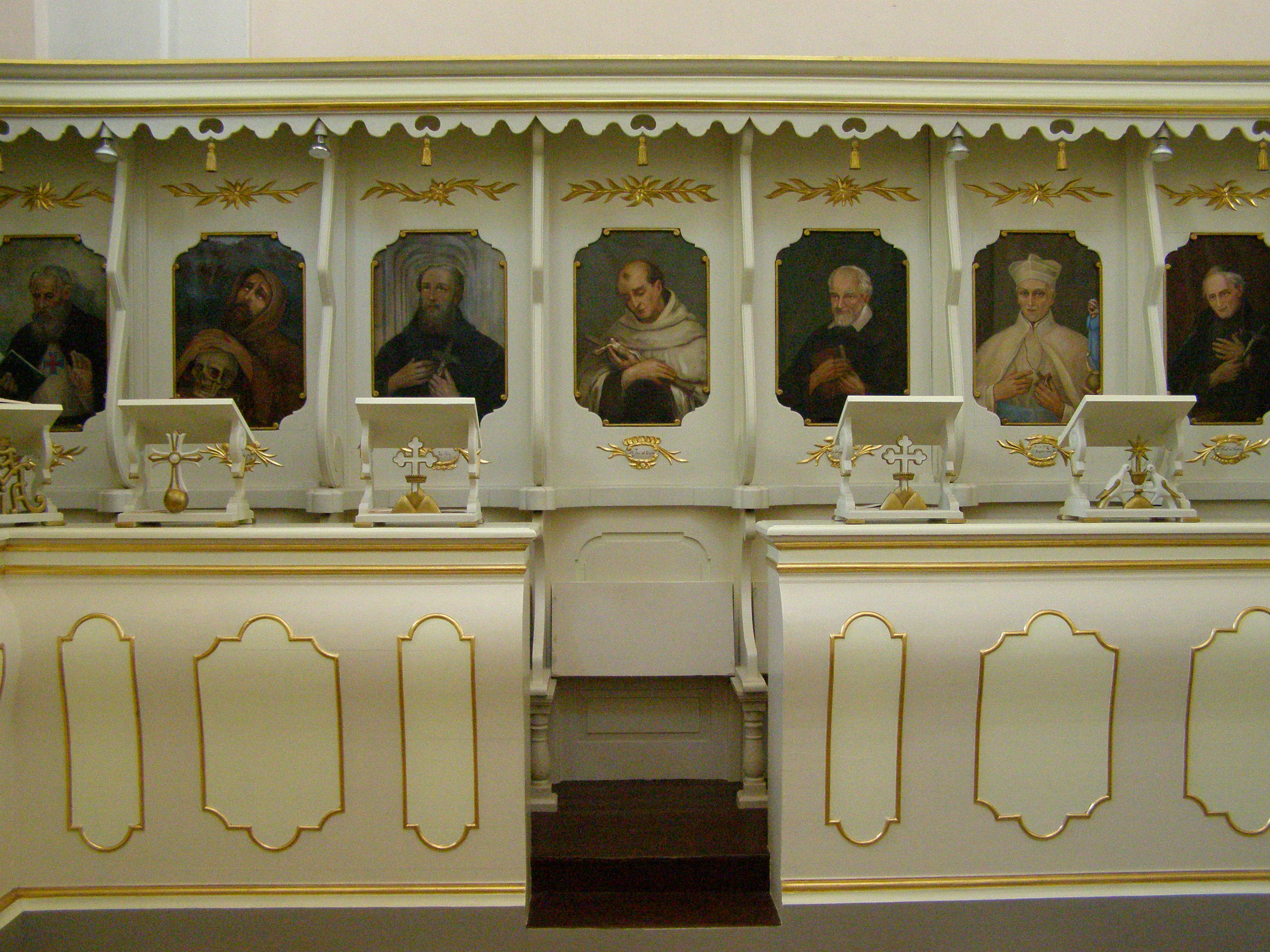
Chór konwentualny
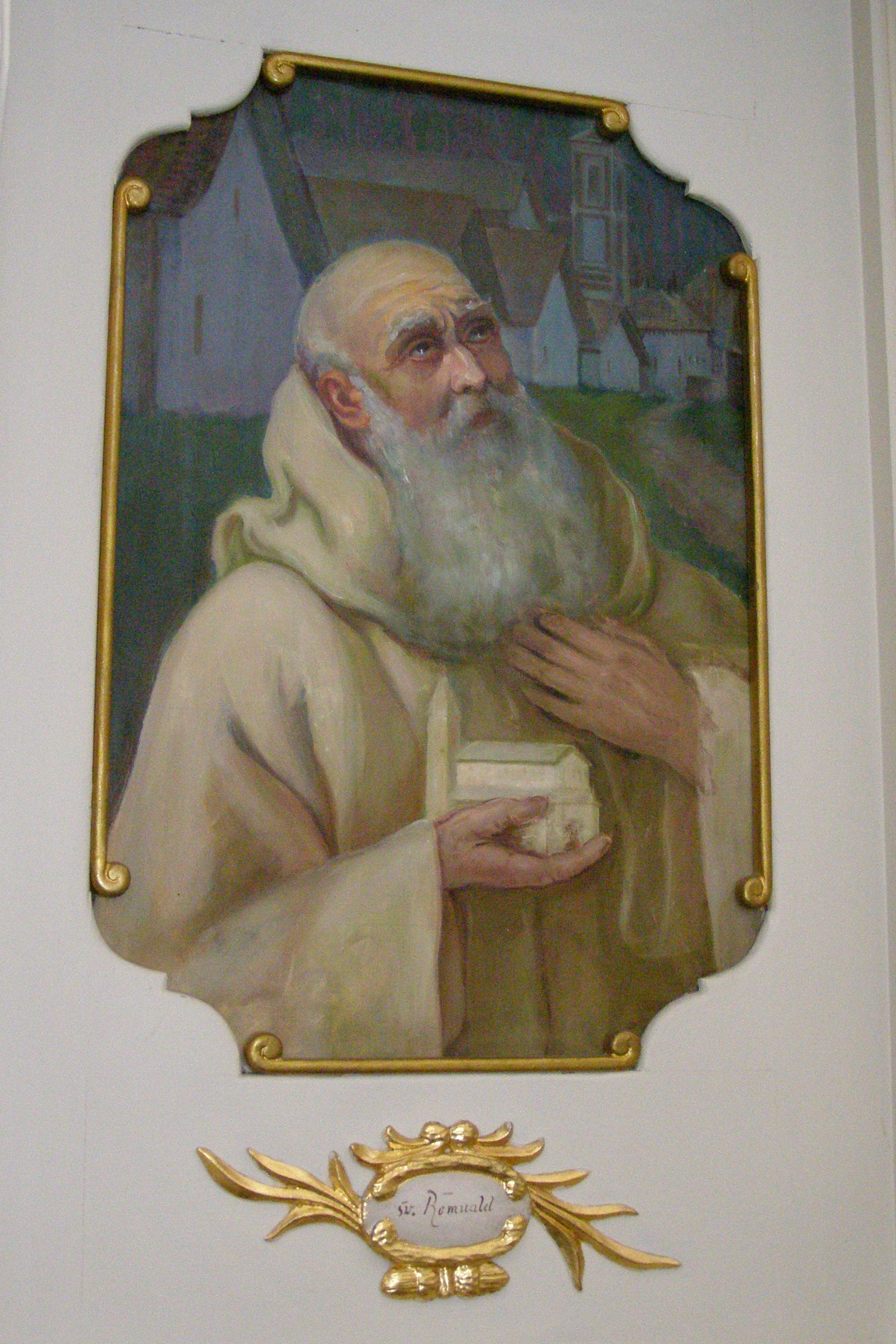
Obraz św. Romualda
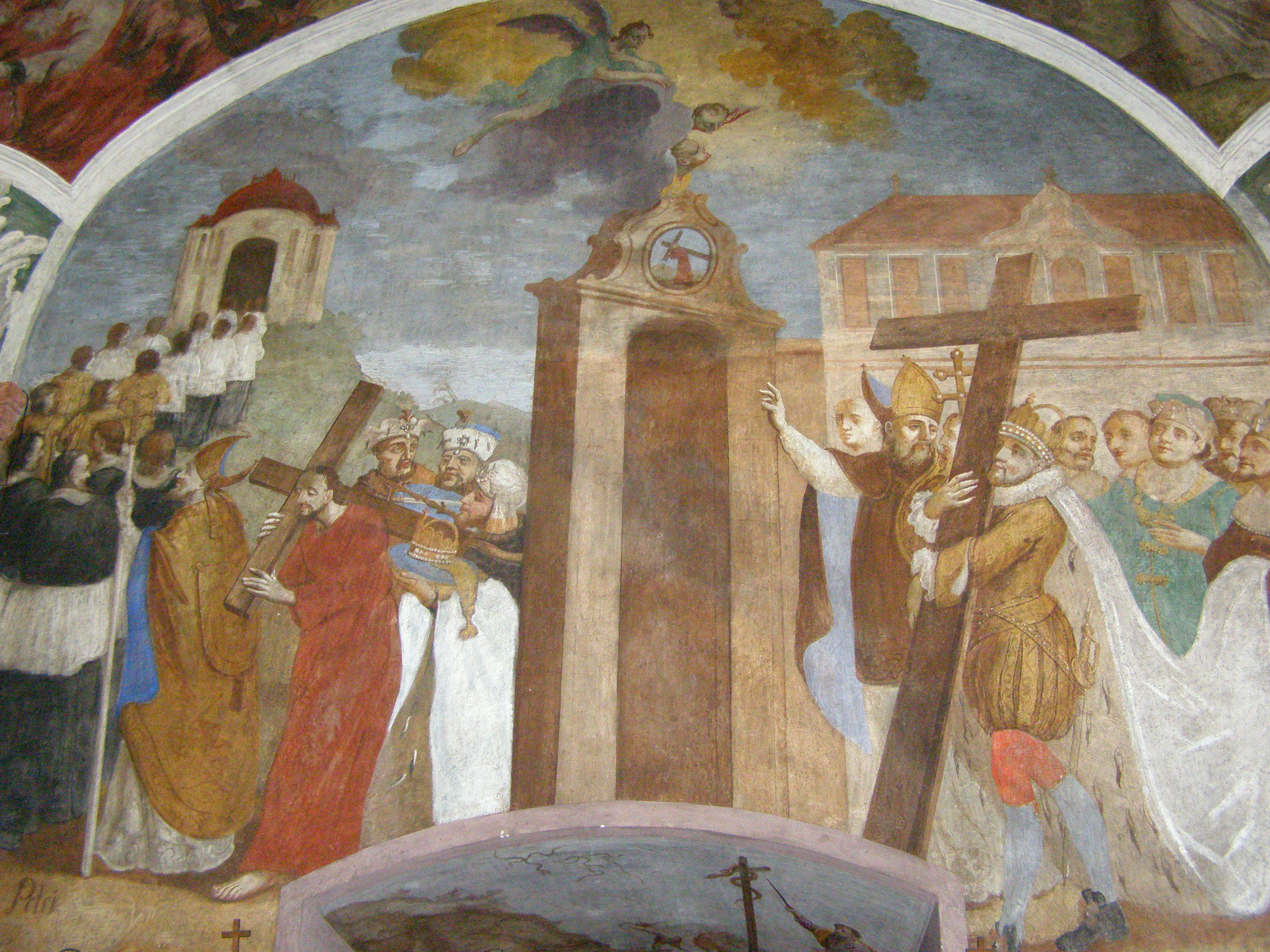
Freski w kaplicy
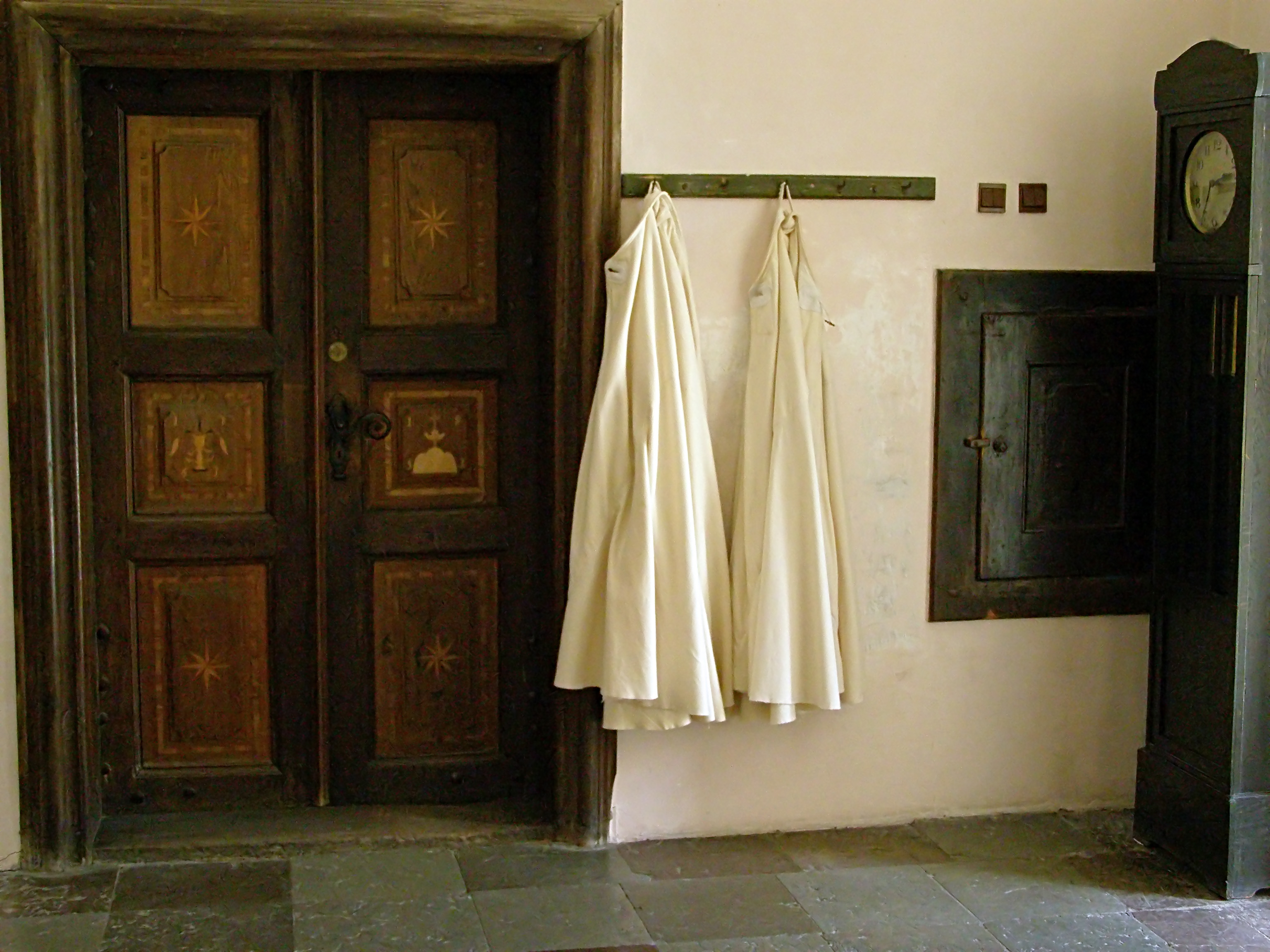
Kruchta boczna
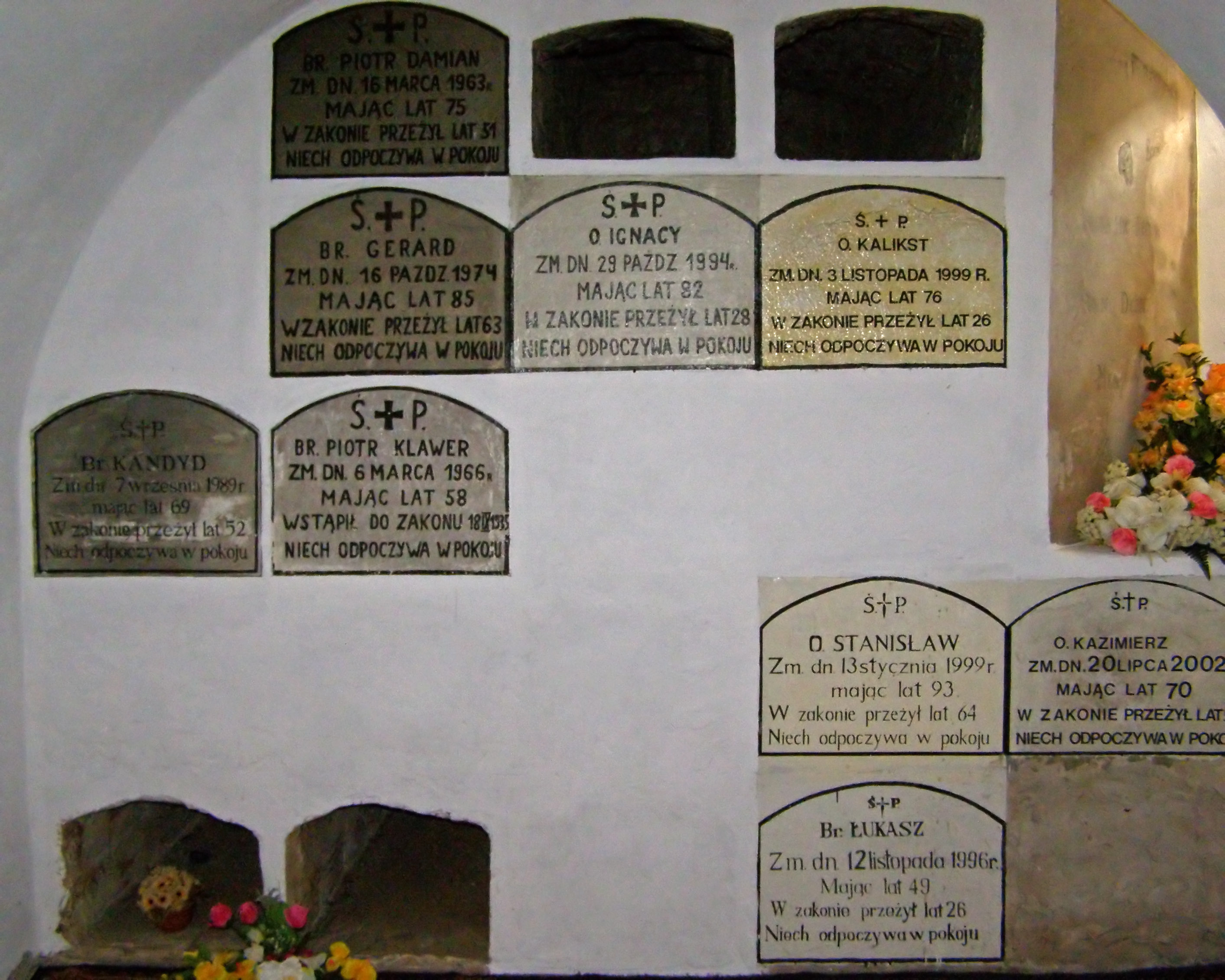
Krypta grobowa